# Saka (kortspel)
Att saka är att inte följa färg (och utan att trumfa) i ett kortspel. I de flesta kortspel som använder systemet med trumf är det inte tillåtet att saka om man kan följa färg. Med "följa färg" menas att lägga i samma färg som den som inledde sticket. I några få kortspel är det tillåtet att saka trots att man har kort i samma färg som det som inledde sticket. Man kan inte vinna ett stick med sakade kort, även om det sakade kortet skulle vara högre än det högsta i rätt färg.